# Војводство Шлезвиг
Војводство Шлезвиг била је кнежевина у Јужном Јиланду (Sønderjylland) простирала се 60 km северно и 70 km јужно од садашње границе између Немачке и Данске територија је подељена између две државе 1920. године, где је Северни Шлезвиг остао у Данској а Јужни Шлезвиг у Немачкој.
Територија је од изузетне важности јер се налази између Северног и Балтичког мора, повезујући трговинске путеве између Русије са оним са Рајне и обала Атлантског океана (види Килски канал).